# Molnár János-díj
A Molnár János-díjat Tatabánya Megyei Jogú Város Közgyűlése alapította 1996-ban Tatabánya városban kiemelkedő oktatási-nevelési tevékenységet folytató pedagógusok iránti tiszteletének és megbecsülésének kifejezése céljából.
A díj olyan személynek adományozható, aki Tatabánya városban kiemelkedő óvodai, alap, közép, felsőfokú, gyógypedagógiai, valamint felnőttoktatási oktatási-nevelési tevékenységet folytatott.
A díjat a Pedagógus Nap alkalmából rendezett városi ünnepségen a polgármester adja át.
A díj az odaítélést tanúsító díszoklevélből, plakettből és pénzjutalomból áll.

## Díjazottak
- 2014 Dohos Imre
- 2011 Csabai Józsefné, Horváthné Csapucha Klára, Magyari Gábor
- 2010 Erdész Gyuláné Óvári Gizella, Fail Józsefné Pruzsina Erzsébet, Feketéné Székely Katalin, Krutilla Katalin Terézia és Patakiné Slezák Ágnes
- 2009 Csató Károlyné, dr. Somorjai József, Gáli Sándorné, Józanné Lehőcz Judit, Szűcs Péter
- 2008 Dr. Barsi Gusztávné Vágvölgyi Éva, Bánki Éva, Fátrai Zsuzsanna, Turbuk Istvánné, Vörös Istvánné
- 2006 Mózes Gáborné, Pordán József
- 2002 Bakonyi Andrásné óvodavezető, Bárdos László Gimnázium, Beréndi Zsuzsa tanító, Dózsa György Általános Iskola, Drobny Lászlóné óvodavezető, Erkel Ferenc Zeneiskola, Gyermekkert Óvoda, Herman Ottó Általános Iskola, Laskay Zsoltné tanár, Lila Óvoda, Micimackó Óvoda, Móra Ferenc Általános Iskola, Nyúl Miklósné tanító, Pejov Ferencné igazgató-helyettes, Péch Antal Műszaki Szakközépiskola és Gimnázium, Regősi Péterné óvodavezető-helyettes, Sándorné Kasza Katalin tanár (posztumusz), Sárberki Általános Iskola, Dr. Somorjai Józsefné tanár, Szántó Béla tanár
- 2001 Csaszlava Jenőné, Hetzmanné Bergala Anna, Imeli Lászlóné, Kostyál Jánosné, Lobenwein Lászlóné, Péter Istvánné, Prekob Gézáné, Tirolné Horváth Katalin, Tóth Lászlóné, Tromposch Gyuláné
- 2000 Bartha László, Bozóki József, Csóti Jenő, Horváth József, Kuzma Ferencné, Makkai Tiborné, Nagyné Lőrinczy Margit, Dr. Németh Imréné, Polauf Istvánné, Sütő Józsefné, Szíjj Istvánné
- 1999 Csordás Tiborné, Georgi Antalné, Dr. Lehőcz Józsefné, Molnár Ferencné, Molnárné Hérics Anna, Szikora Henrikné, Szóth Sándorné, Vasas Istvánné, Zsólyomi Zoltánné
- 1998 Beer Ferencné, Bondorné Abarelli Zsuzsanna, Dévai Józsefné, Gyimes Zsoltné, Kertész Sándorné, Pusztai Endre, Sárosi Ferencné, Segesdi Imre, Szileszki Zsuzsanna, Szlis Istvánné
- 1997 Balatoni Emilné, Czeglédi Csaba, Englert Miklósné, Knitzky Nándor, Mezővári Tiborné, Muraközy Gáborné, Papp Istvánné, Pálfi Antalné, Pálinkás Béláné, Varga Gáborné